# Aiguèze
Aiguèze é uma comuna francesa na região administrativa de Occitânia, no departamento de Gard. Estende-se por uma área de 20,03 km². Em 2010 a comuna tinha 217 habitantes (densidade: 10,8 hab./km²).
Pertence à rede das As mais belas aldeias de França.